# Джонс, Мик (гитарист The Clash)
Майкл Джеффри «Мик» Джонс (англ. Michael Geoffrey  "Mick" Jones; род. 26 июня 1955, Уондсуэрт, Большой Лондон) — британский гитарист, вокалист и автор песен, известный как участник The Clash до 1983 года и работой с Доном Леттсом в Big Audio Dynamite. Участвовал в гастролях группы Gorillaz (в том числе в концертах участвовал бывший участник The Clash Пол Симонон). C 2002 года Джонс вместе с Тони Джеймсом играет в Carbon/Silicon. 

## Ранняя жизнь
Мик Джонс родился в Уондсуэрте, Лондон, в семье валлийца и русской еврейки. Большую часть своего детства прожил у бабушки по материнской линии, Стеллы, в Южном Лондоне. Двоюродный брат Джонса, Грант Шэппс, — в будущем стал консервативным политиком. Джонс учился в «Strand School», а затем в художественной школе.
Он получил признание в качестве гитариста в начале 70-х со своей глэм-рок-группой The Delinquents. Через некоторое время он познакомился с Тони Джеймсом и в марте 1975 сформировал прото-панк-группу London SS. К 1976 году эта группа распалась, а её участники Джонс, Пол Симонон и Кит Левен начали искать новое звучание.

## The Clash
Когда Мику Джонсу был 21 год, его и Пола Симонона Берни Роудс познакомил с Джо Страммером (самопровозглашённым создателем панк-рока) в сквоте в Шепердс-Буше. Образовавшаяся группа репетирует на заброшенном железнодорожном складе в Камден-Тауне, в результате чего появилась группа The Clash. Джонс играл на гитаре, пел и был соавтором песен до 1983 года. Изгнание осенью 1983 г. Джонса из группы сыграло решающую роль в распаде The Clash.
В 2003 г. The Clash с Джонсом, и остальными участниками группы, были включены в Зал славы рок-н-ролла.

## Проекты после The Clash

### General Public
После ухода из The Clash, Джонс некоторое время играл в General Public, приняв участие в записи их дебютного альбома All the Rage 1984 года, в записи песен «Tenderness», «Where’s the Line», «Never You Done That», «Hot You’re Cool», «As a Matter of Fact».

### Big Audio Dynamite
Оставив позади General Public, в 1984 году Джонс создает Big Audio Dynamite с Доном Литсом. Дебютный альбом группы This is Big Audio Dynamite был выпущен в 1985 году, песни «E=MC²» и «Medicine Show» ротировались в танцевальных клубах в Великобритании.
Для продюсирования второго альбома Big Audio Dynamite, No. 10, Upping St., Джонс объединился с Джо Страммером. Вместе они написали несколько песен для альбома, в том числе «Beyond the Pale», «V. Thirteen», и «Sightsee M.C.». Их встреча длилась недолго, и после этого сотрудничества они не работали вместе ещё в течение некоторого времени.
Обложку для третьего альбома Big Audio Dynamite, Tighten Up Vol. 88, написал экс-басист The Clash Пол Симонон. Вскоре после его выхода, Джонс заболел ветряной оспой, а также пневмонией и провел несколько месяцев в больнице. После выздоровления Джонс выпустил ещё один альбом с Big Audio Dynamite, Megatop Phoenix, до перестановок в составе и переименование группы в Big Audio Dynamite II и выпуск альбомов Kool-Aid и The Globe.
В 1990 году Джонс участвовал в записи «Good Morning Britain» группы «Aztec Camera».
В 1994 году в группе снова произошли перестановки и они выпустили альбом Higher Power под сокращенным названием Big Audio. В 1995 году был выпущен сборник лучших хитов, Planet B.A.D., а также студийный альбом под названием F-Punk в соответствии с первоначальным Big Audio Dynamite. Ещё альбом, Entering a New Ride был записан в 1997 году, но был выпущен только в Интернете, из-за разногласий с Radioactive Records, а затем их звукозаписывающего лейбла. Ещё один релиз, Super Hits, и был выпущен в 1999 году.
Джонс объявил о воссоединение Big Audio Dynamite в январе 2011 года, и они выступили на фестивале Lollapalooza в 2011 году.

## Последние проекты

### Carbon/Silicon
В 2002 году Джонс объединился со своим бывшим коллегой по London SS (Generation X и Sigue Sigue Sputnik) Тони Джеймсом, чтобы сформировать новую группу под названием Carbon/Silicon. Группа гастролировала в Соединенном Королевстве и Соединенных Штатах и провела ряд антифашистских концертов, они также записали три альбома: A.T.O.M, Western Front и The Crackup Suite, которые были доступны в режиме онлайн бесплатно. Их первым релизом на CD был The News EP.
В январе и феврале 2008 года Carbon/Silicon сыграли серию концертов в Inn on the Green. Помимо Carbon/Silicon было много специальных гостей, в том числе Пол Кук и Глен Мэтлок (Sex Pistols), барабанщик The Clash Хидон Топпер, и мульти-инструменталиста и бывший музыкант 
The Mescaleros Таймон Дог.

### Мик как продюсер
В 1981 году Джонс выпустил второй альбом Эллен Фоли «The Spirit of St. Louis». Джонс был соавтором песен для альбома со Страммером. В записи альбома участвовали музыканты групп The Blockheads и The Clash.
В 1981 году Джонс также продюсировал первый альбом группы Theatre of Hate с названием Westworld выпущенный в 1982 году, написанный Кирком Брэндоном. Джонс также играл на гитаре в заглавном треке «Do You Believe in the Westworld». Джонс также записывал и продюсировал «Aria of the Devil» в 1982 году в Wessex Studios, которую не выпускали до 1998 года.
Он создал в Лондоне группу The Libertines с дебютным альбомом «Up The Bracket» 2002 года. Так же Джонс продюсировал второй и последний альбом группы The Libertines. Он также подготовил дебютный альбом «Down In Albion», бывшего гитариста и вокалиста Libertines Пита Доэрти для его новой группы Babyshambles.
В NME Shockwave 2007 авардс, Джонс вышел на сцену и исполнил «(White Man) In Hammersmith Palais» с Primal Scream.

### Дружба с Ричардом Арчером
Ричард Арчер из Hard-Fi впервые встретился с Миком Джонсом, когда он был ещё с Contempo. Hard-Fi искали продюсера, когда один из членов звукозаписывающей компании предложили Джонса, на что группа согласилась.
Арчер год проработал на первой записи группы, но все пошло не так, как запланировано, из-за проблем со звукозаписывающей компанией.
Джонс сказал об Арчер:
"Мне очень весело на данном этапе моей карьеры, и я люблю работать с молодыми людьми, такими, как Рич, потому что они полны новых идей. Я бы не сказал, что я ему наставник, но все же. Я просто хотел, развлечься и сыграть несколько мелодий.
На NME Awards в клубе Koko 6 февраля 2008 года Джонс появился на сцене вместе с Hard-Fi и сыграли песню The Clash в «Should I Stay or Should I Go» и песню Hard-Fi «Stars of CCTV».

### Gorillaz
Джонс и Симонон воссоединились в 2010 для альбома Gorillaz «Plastic Beach», на заглавный трек «Plastic Beach». Джонс также выступал в живую с Gorillaz в поддержку Plastic Beach, играя на ритм-гитаре, наряду с Симононом. Группа выступила в 2010 Coachella Festival, Glastonbury Festival Internacional и на Benicassim.
Мик Джонс и Пол Симонон в настоящее время работают в качестве исполнительных продюсеров нового фильма по мотивам классического альбома 1979 года London Calling группы The Clash.

## Дискография
The Clash
- 1977 — The Clash
- 1978 — Give 'Em Enough Rope
- 1979 — London Calling
- 1980 — Sandinista!
- 1982 — Combat Rock

General Public
- 1984 — All the Rage

Big Audio Dynamite
- 1985 — This is Big Audio Dynamite
- 1986 — No. 10, Upping St.
- 1988 — Tighten Up Vol. 88
- 1989 — Megatop Phoenix
- 1990 — Kool-Aid
- 1991 — The Globe
- 1994 — Higher Power
- 1995 — F-Punk
- 1997 — Entering a New Ride

Carbon/Silicon
- 2006 — A.T.O.M
- 2006 — Western Front
- 2007 — The Crackup Suite
- 2009 — The Carbon Bubble